# Wei (État)
Pour les articles homonymes, voir Wei.
445/443 av. J.-C. – 225 av. J.-C.
Entités précédentes :
- Jin

Entités suivantes :
- Qin

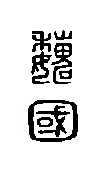
« État de Wei » en caractères sigillaires

Également appelé État Liang à partir de 340 av. J.-C., l'État Wei (魏国 / 魏國, wèi guó 445 - 225 av. J.-C.) était un État de la Chine ancienne pendant la période des Royaumes combattants. Initialement clan de grands feudataires de l'État de Jin, le Wei fut l'un des trois États créés par la partition de celui-ci par les Trois familles en 403 av. J.-C.
Cet état ne doit pas être confondu avec son homonyme, la Cité-État de Wei, fondée antérieurement durant la période des Printemps et Automnes.

## Origine
Selon le Shiji, l’ancêtre des Wei était un descendant du duc de Bi, un membre de la famille royale des Zhou, du temps du roi Wu ; mais ses descendants perdirent leur fief et furent des hommes du commun. Les uns résidèrent dans les Royaumes du Milieu ; les autres, chez les barbares Yi et Di.
Un de ses descendants se nommait Bi Wan ; il servit le duc Xian de Jin, et fut à ses côtés lors d'expéditions militaires victorieuses. Il reçut finalement du duc Xian le territoire de Wei en -661, et le titre de grand officier (ta-fu) de l'État de Jin.
Avec le temps, les Wei devinrent un clan de grands feudataires du Jin.
À la fin de la Période des Printemps et Automnes, le Jin, dont la maison régnante était déjà très affaiblie, fut en proie aux luttes internes de ses six grands princes (六卿), puissants potentats régionaux, parmi lesquels le clan Wei, qui se disputaient son territoire. En 453 av. J.-C., les familles Fan et Zhongxing furent anéanties et leurs terres furent partagées entre les quatre familles Zhi, Zhao, Wei et Han ; l’année suivante, Zhao, Wei et Han s’unirent pour triompher de la famille Zhi : c’est ainsi, que les six hauts dignitaires du pays de Jin se trouvèrent réduits à trois, par la suppression de deux, puis d’un d’entre eux.
Le Jin fut partitionné, et ses terres partagées en trois états.
En 403 av. J.-C., Wei reçut du roi Zhou le titre de seigneur, en même temps que Zhao et Han. Ainsi fut consommé le démembrement du royaume de Jin.

## Apogée et déclin

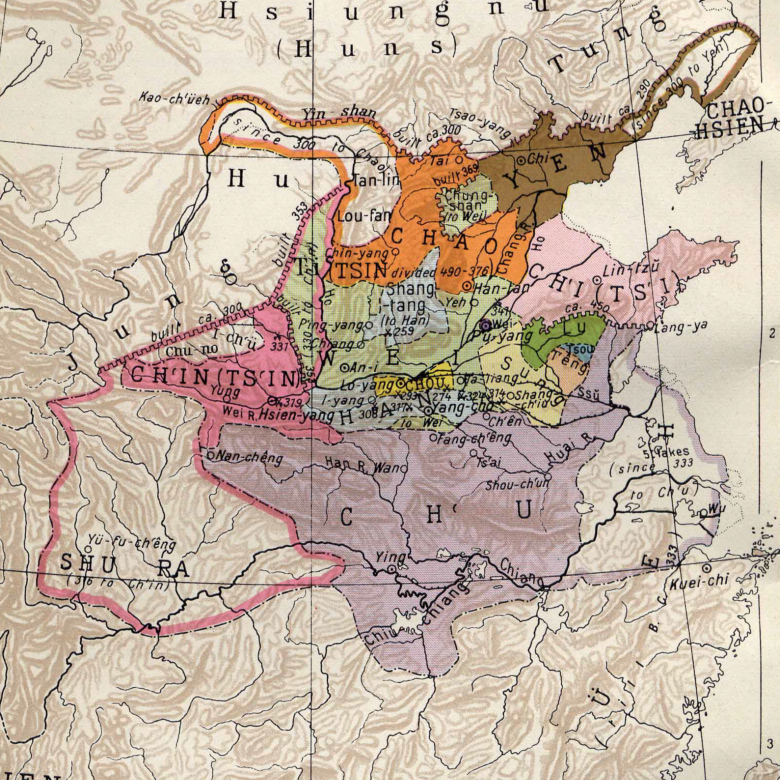
Les Royaumes combattants
(vers 350 av. J.-C.)

À la fin du Ve siècle av. J.-C., l’État de Wei engage un programme de réformes : des circonscriptions administratives sont substituées aux anciens fiefs, et sont nommés à leur tête des fonctionnaires révocables et payés en grain, tenus à un compte détaillé de leur gestion à la fin de chaque année. Ministres et généraux sont désormais choisis par le prince, alors que ces hauts postes étaient réservés aux membres des grandes familles nobles. L’institution d’un ensemble cohérent de peines et de récompenses permet la sélection des meilleurs serviteurs de l’État et les maintient dans l’obéissance. Interdiction est faite à tous de critiquer les lois du royaume. Des peines sévères sont édictées concernant la falsification des sceaux officiels et des diplômes en deux parties qui servent à lever les troupes. La vendetta est interdite. Une réglementation du train de vie vise à empêcher la formation de clientèle et à réserver au prince le privilège du plus grand faste. Une politique de recensement systématique est également mise en place tandis que des réserves de grains achetées lors des bonnes années puis revendues à bas prix lors des moins bonnes. Les paysans sont ainsi protégés des fluctuations inévitables et tant le service militaire que le prélèvement des taxes sont améliorés. Continuant à encourager la colonisation agricole, à faire la promotion des doubles ou triples cultures, ainsi que de l'hybridation des graines, comme à la période précédente, l'Etat de Wei lance également des projets d'irrigation à grande échelle. Ainsi la productivité agricole s'accroit et, capable de mobiliser de nouvelles ressources, Wei apparait comme plus puissant et riche que ses adversaires. Au cours de la seconde moitié du siècle, tandis que ceux-ci se débattent dans les affres des guerres civiles et de la faiblesse du pouvoir central, il est ainsi au sommet de sa puissance.
En 408 av. J.-C., le marquis Wen de Wei, attaqua et vainquit Zhongshan, et envoya son héritier présomptif, Ji, y tenir garnison. Zhongshan demeura un temps sous la protection de Wei, avant de regagner temporairement son indépendance.
L'État de Wei atteignit progressivement l'apogée de sa puissance sous les règnes de ses premiers souverains, les Marquis Wen et Wu. À la mort du marquis Wu, son héritier Ying dut faire face à une crise de succession et affronta un rival, le prince Wan, ce dernier étant soutenu par le Zhao et le Han qui voyaient là l'opportunité d'abattre le Wei. L'héritier Ying et l'armée du Wei furent défaits et le prince assiégé dans la capitale, Anyi. Mais la mésentente entre les deux États de Zhao et Han permit au prince de remporter la victoire et d'asseoir son autorité sur le pays de Wei. Ce fut le marquis, puis roi Hui de Wei.
Le roi Hui, qui succéda donc à Wu, concentra ses efforts dans les développements économiques, ainsi qu'une série de réformes agricoles, incluant des projets d'irrigation autour du Fleuve Jaune. Le Wei était alors une nation puissante, à même de menacer ses voisins.
Dans son expansion vers l'est, le Wei attaqua vers 354 av. J.-C. le Zhao et parvint jusqu'à la capitale de cet état, Handan, qu'il occupa en 353 av. J.-C.. L'État de Qi répondit alors à l'appel à l'aide du Zhao, et défit les armées du Wei à la bataille de Guiling. Le Wei rendit Handan au Zhao en 351 av. J.-C., et conclut un traité avec lui.
Quelques années plus tard, Wei, désormais allié au Zhao, s'attaqua au Han, mais dut une nouvelle fois affronter les armées de Qi, soucieux de contrer les visées expansionnistes de son ambitieux voisin. Le Wei fut défait durant la bataille de Maling vers 342 av. J.-C. Le royaume commença alors son lent déclin.
À l'ouest, Wei perdit la région de Hexi (zone stratégique sur la rive ouest du fleuve Jaune, aux frontières des provinces actuelles de Shanxi et Shaanxi) contre le Qin, et fut par la suite sous la menace continuelle d'invasion du royaume de Qin. Le roi Hui quitta Anyi et fit de la cité de Daliang sa capitale. Le Wei fut dès lors appelé royaume de Liang.
En -293, la puissance militaire du Qin brisa les forces coalisées des États de Wei et de Han à la bataille de Yique.

## Chute
Le Wei fut le troisième royaume annexé, après le Han et le Zhao, par les armées du Qin lancé par le roi Ying Zheng, le futur Premier Empereur, dans sa campagne d'unification. Le Wei se rendit en 225 av. J.-C., après que le général Wang Ben ait inondé la capitale, Daliang, en détournant les eaux du fleuve Jaune.

## Personnages célèbres
Wei produisit quelques grands généraux et politiciens, dont Li Kui (李悝), premier ministre réformateur de Wei, Yue Yang, ancêtre de Yue Yi et conquérant de l'État de Zhongshan, et Pang Juan, qui remporta de nombreuses victoires pour le Wei, mais fut finalement vaincu par Tian Ji et Sun Bin à Maling.
Wei Wuji, également appelé Seigneur Xinling, était le fils du roi Zhao et demi-frère du roi Anxi. Ses exploits militaires et son intelligence politique le firent entrer dans les annales, comme l'un des quatre seigneurs des Royaumes combattants.

## Capitales du Wei
La famille Wei tire son nom du fief de Wei, conféré en 661 av. J.-C.. Une cinquantaine d’années plus tard, le vicomte Dao de Wei transféra sa capitale à Huo. Wei Jiang, fils de Dao, qui fut le vicomte Zhao, prit pour résidence la ville d'Anyi que la tradition considère comme l’ancienne capitale de la dynastie Xia. Vers 340 av. J.-C., les progrès faits par le royaume de Qin étant une menace perpétuelle pour la ville de Anyi, le roi de Wei transporta sa capitale à Daliang ; à partir de ce moment, le royaume de Wei fut également désigné sous le nom de royaume de Liang. Daliang demeura la capitale du Wei jusqu'à sa chute.

## Liste des souverains
Noms posthumes – Noms personnels (dates de règne), lien de parenté
1. Ji Wan, Duc de Bi 畢公(姬)萬
2. Vicomte Wu 魏武子 - Ji Chou 姬犨, fils du précédent
3. Vicomte Dao 魏悼子, fils du précédent
4. Vicomte Zhao 魏昭子 (ou Vicomte Zhuang 莊子) - Ji Jiang 姬絳, frère du précédent
5. Vicomte Xian 魏獻子 - Ji Shu 姬舒, petit-fils du précédent ?
6. Vicomte Huan 魏桓子 - Ji Ju 姬駒
7. Marquis Wen (en) 魏文侯 - Ji Si 姬斯 ou Ji Du 姬都 (445 à 396 av. J.-C.)
8. Marquis Wu (en) 魏武侯) – Ji Ji 姬擊 (396 à 370 av. J.-C.), fils du précédent
9. Roi Hui (en) 魏惠王 - Ji Ying 姬罃 (370 à 319 av. J.-C.), fils du précédent,
10. Roi Xiang (en) 魏襄王 - Ji Si 姬嗣 ou Ji He 姬赫 (319 à 296 av. J.-C.), fils du précédent
11. Roi Zhao (en) 魏昭王 - Ji Chi 姬遫 (296 à 277 av. J.-C.), fils du précédent
12. Roi Anxi (en) 魏安釐王 - Ji Yu 姬圉 (296 à 243 av. J.-C.), fils du précédent
13. Roi Jingmin (en) 魏景湣王 - Ji Zeng 姬增 ou Ji Wu 姬午 (243 à 228 av. J.-C.), fils du précédent
14. Jing Jia (en) 魏王假 (228 à 225 av. J.-C.), fils du précédent, dernier Roi de Wei

Selon le Shiji, écrit par Sima Qian durant le Ier siècle av. J.-C., la liste des souverains diffère en partie : le roi Hui mourut en 335 av. J.-C. et son fils, le roi Xiang, lui succéda en 334 av. J.-C. Le roi Xiang mourut en 319 av. J.-C. Son fils le roi Ai (哀王), régna ensuite jusqu'à sa mort en 296 av. J.-C. ; lui succéda son fils qui fut le roi Zhao.
Cependant, la majorité des spécialistes pense que le roi Ai n'existe pas. Il semble que Sima Qian assigna la seconde partie du règne du roi Hui (débutant en 334 av. J.-C., date à laquelle le marquis Hui se proclama roi) à son fils le roi Xiang, et ajouter le roi Ai pour combler le vide entre les années 319 et 296 av. J.-C. Certains spécialistes pensent cependant que le roi Ai a effectivement existé.